# Noron-l’Abbaye
Noron-l’Abbaye település Franciaországban, Calvados megyében. Lakosainak száma 317 fő (2022. január 1.). Noron-l’Abbaye Aubigny, Falaise, Martigny-sur-l’Ante, Saint-Martin-de-Mieux, Saint-Pierre-Canivet és Villers-Canivet községekkel határos.

## Népesség
A település népessége az elmúlt években az alábbi módon változott:
| Lakosok száma | 192  | 184  | 211  | 236  | 325  | 313  | 301  | 320  | 318  | 317  |
|               | 1968 | 1982 | 1990 | 2006 | 2013 | 2015 | 2017 | 2019 | 2020 | 2022 |